# 綠波獎

绿波奖现用logo，2020年启用

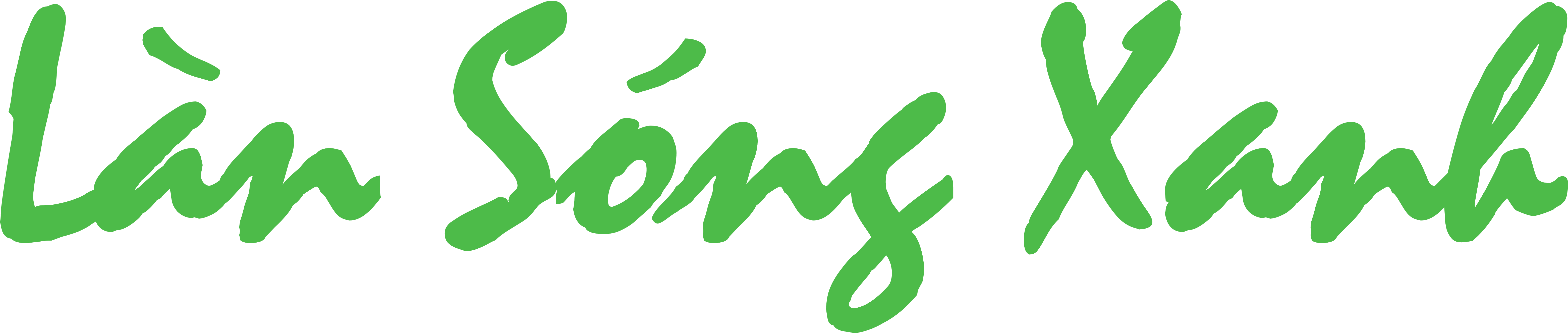
1997-2018年间所用logo

綠波獎（越南语：／）是越南社會主義共和國最主要的流行音樂年度獎項。該獎項由胡志明市廣播電台FM 99.9MHz於1997年創立，每年頒獎一次，旨在徵選出最優秀的流行音樂樂手，並且在平日，每週藉由電台播出熱度排名前10的歌曲。它在流行音樂方興未艾的越南促使更多人走上音樂道路，也培養了大批隨之而來的歌迷。

## 外部連結
- 綠波獎官方網站
- 譚永興贏得綠波音樂獎